# Force expéditionnaire égyptienne
Pour les articles homonymes, voir Corps expéditionnaire.

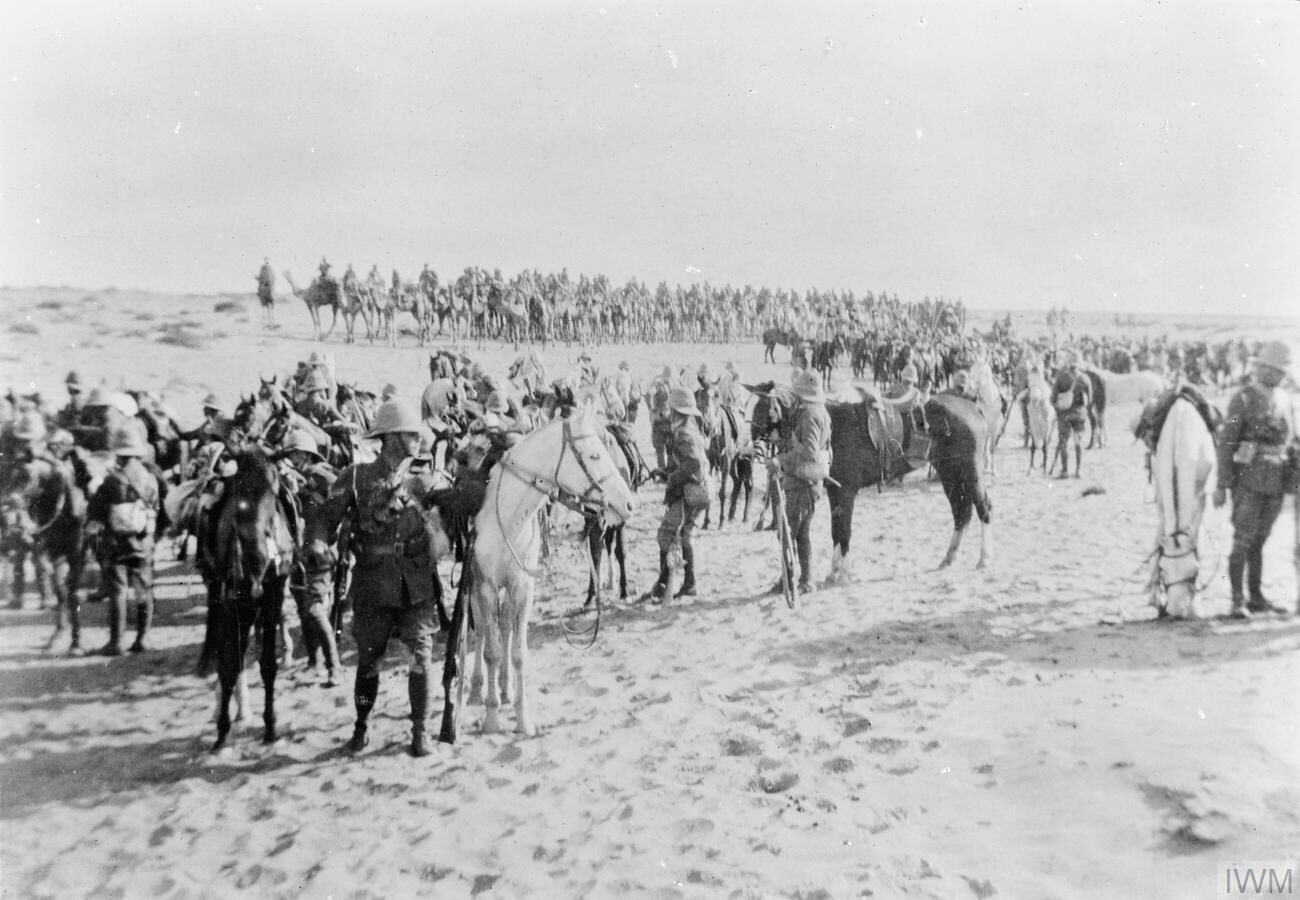
Cavaliers et méharistes britanniques en patrouille à la frontière de l’Égypte en février 1915.

La Force expéditionnaire égyptienne (The Egyptian Expeditionary Force (EEF)) est créée en mars 1916 pour diriger les troupes du Commonwealth britannique en Égypte pendant la Première Guerre mondiale. Elle est commandée à l'origine par Sir Archibald Murray puis, plus tard, par Edmund Allenby. Elle se compose des XXe et XXIe Corps britanniques, sous le commandement respectif des généraux Philip Chetwode et Edward Bulfin (en) renforcés par le Desert Mounted Corps formé de quatre divisions de cavalerie (principalement d'origine australienne) sous le commandement du lieutenant-général australien Sir Henry George (Harry) Chauvel. La composante aérienne est la brigade palestinienne du Royal Flying Corps et plus tard, de la Royal Air Force.

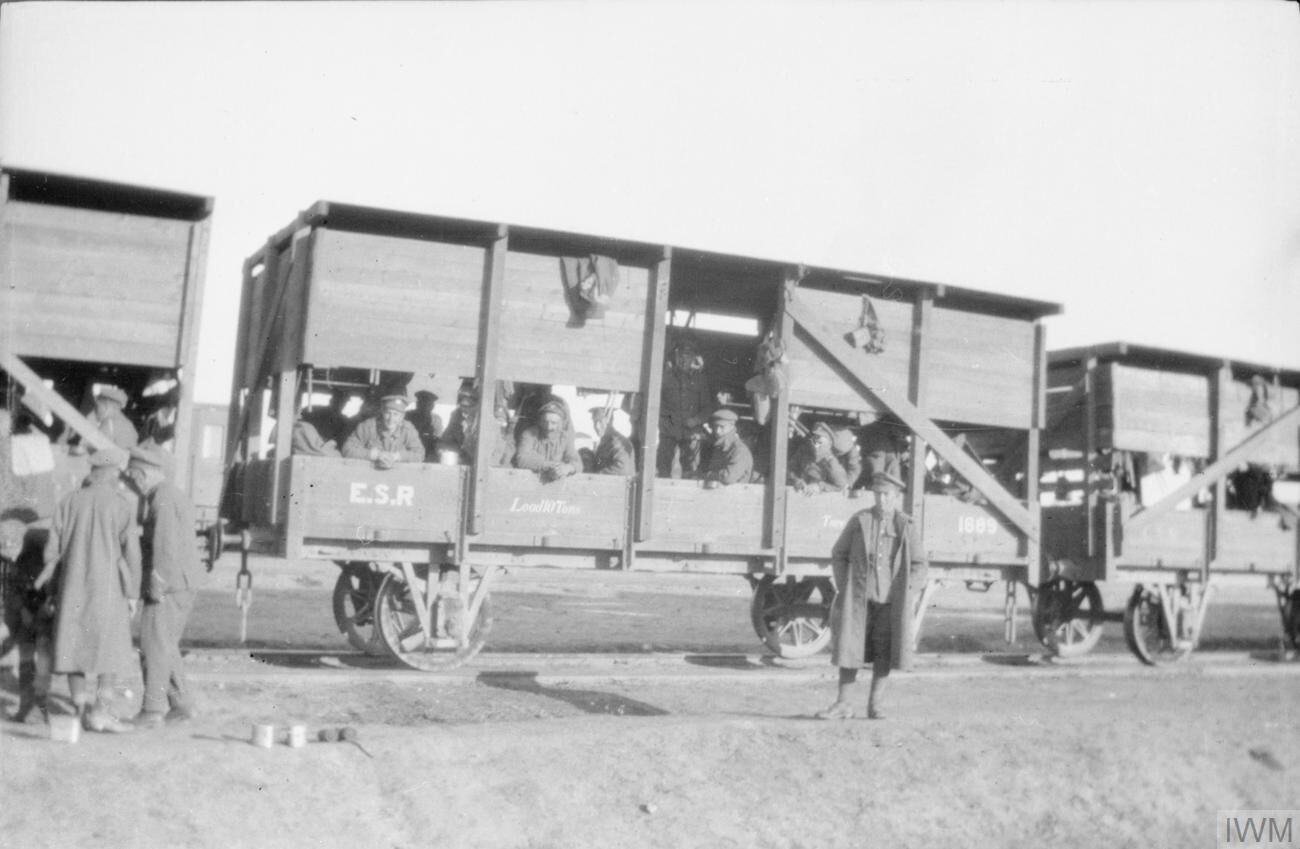
Train de troupes britanniques en Palestine, v. 1917.

La force est initialement composée essentiellement de soldats britanniques et indiennes. L'Égypte ne fournit pas de troupes combattantes mais des compagnies de travailleurs, l'Egyptian Labour Corps. La plupart des Britanniques sont envoyés sur le front occidental au début de 1918 pour aider à repousser l'offensive allemande du printemps 1918. De nouvelles troupes arrivent en provenance des Indes britanniques, d'Australie et de Nouvelle-Zélande. 
Les renforts indiens arrivent en nombre à partir d'avril 1918 avec deux divisions (3e et 7e divisions d'infanterie indienne) déplacées du front de Mésopotamie après la prise de Bagdad ainsi que des nouvelles unités amenées directement de l'Inde et, à la fin de la campagne, des vétérans ramenés du front français ; les officiers et sous-officiers britanniques chargés de les encadrer reçoivent une formation accélérée en hindi et aux pratiques spécifiques des troupes indiennes.
Au début de la guerre, on avait craint que les musulmans qui composaient la majorité des troupes indiennes puissent passer du côté de l'Empire ottoman qui avait déclaré la guerre sainte contre les Alliés : cette crainte s'avère sans fondement car les Indiens combattent vaillamment lors des engagements majeurs de l'armée. La Force inclut aussi des petits contingents de troupes françaises (dont la Légion d'Orient principalement composée de volontaires arméniens), italiennes, puis une Légion juive issue du mouvement sioniste : ces forces auxiliaires restent étroitement subordonnées au commandement britannique. Les combattants de la révolte arabe, venus principalement du Hedjaz et dirigés par le prince Fayçal ibn Hussein à partir de 1916, sont officieusement rattachées à Allenby pendant l'offensive de Damas.
Destinée à l'origine à la défense de l'Égypte et du canal de Suez, l'EEF repousse la première offensive ottomane sur le canal en 1915 et la seconde en 1916. La construction d'un chemin de fer traversant le Sinaï lui permet, à partir de 1917, de déployer des moyens importants en vue de la conquête de la Palestine. Elle s'empare de Beer-Sheva et de Gaza en octobre-novembre 1917 (voir Troisième bataille de Gaza) et entre à Jérusalem le 11 décembre 1917. Après un temps de récupération, l'EEF enfonce les lignes ottomanes à la bataille de Megiddo en septembre 1918, suivie de la prise de Damas et de Beyrouth et d'une dernière bataille à Alep en octobre. Ces succès contribuent à la sortie de la Turquie de la guerre et à la mise en place du mandat britannique sur la Palestine.